# Prästost

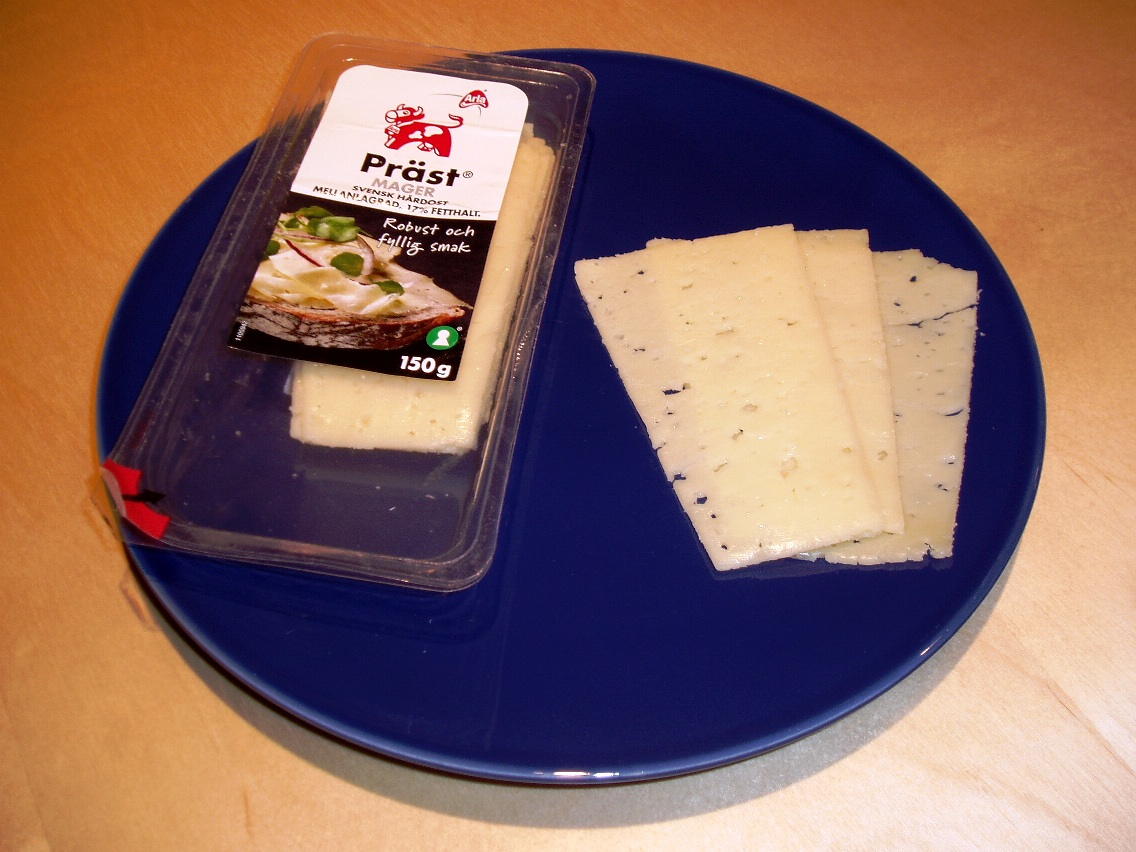
Präst i paketering och på fat.

Prästost är en svensk grynpipig hårdost av komjölk, nära släkt med Svecia och med 45–50 % fett i torrsubstansen. Ursprungligen brukade den tillverkas av tiondemjölk på småländska prästgårdar, varvid man till ystmjölken tillsatte äldre, syrad ostmassa.
Prästost finns ofta i mellan- och vällagrad variant med en något starkare smak.
Prästost saluförs under varumärket Präst som inregistrerades 2001 och ägs av företaget Svenska Ostklassiker AB, ett dotterbolag till Svensk Mjölk.

## Historik
Ordet prästost förekommer första gången i Dagligt allehanda som Smålands- eller så kallad prästost. På den tiden skulle bönderna betala ett så kallat tionde, en årlig kyrkskatt till prästen. I Småland som var ett av landets huvudområden för mjölk- och ostproduktion kunde osten tjäna som betalningsmedel för tiondet. Vanliga ostar gjordes på skummjölken men till prästen ville man ge det finaste man hade och därför gjordes den osten på oskummad mjölk. Man kallade osten prästost och man kunde till och med ha i lite grädde.
Dessa ostar var dock inte alls några grynpipiga ostar som dagens prästost. Först 1786 tillverkades de första grynpipiga ostarna efter schweizisk förebild på Marsvinsholm i Skåne och omkring 1820 började den nya osttillverkningstekniken sprida sig till Västergötland.
I mitten av 1800-talet satte mejeriverksamheten igång på riktigt i Sverige och hemystningstraditionerna övergick i modernare former.